# 사이타마현 선거구
사이타마현 선거구(일본어: 埼玉県選挙区)는 일본의 참의원 선거구이다.

## 선거구 정보
| 지역      | 사이타마현 전역          |
| 의원 정수 | 8명 (개선 정수 4명)      |
| 유권자 수 | 6,170,471명 (2022년 9월) |

## 역대 의원
| 홀수회                         | 홀수회                         | 홀수회                   | 홀수회                 | 홀수회                       | 짝수회                         | 짝수회                         | 짝수회                   | 짝수회                 | 짝수회                   |
| 의원 1                         | 의원 2                         | 의원 3                   | 의원 4                 | 선거                         | 선거                           | 의원 1                         | 의원 2                   | 의원 3                 | 의원 4                   |
| ------------------------------ | ------------------------------ | ------------------------ | ---------------------- | ---------------------------- | ------------------------------ | ------------------------------ | ------------------------ | ---------------------- | ------------------------ |
| 고바야시 에이조 (일본자유당)   | 히라누마 야타로 (일본자유당)   |                          |                        | 1947년 제1회                 | 1947년 제1회                   | 아마다 가쓰마사 (일본사회당)   | 이시카와 가즈에 (민주당) |                        |                          |
| 고바야시 에이조 (일본자유당)   | 히라누마 야타로 (일본자유당)   |                          | 1950년 제2회           | 마쓰나가 요시오 (일본사회당) | 우에하라 쇼키치 (자유당)       |                                |                          |                        |                          |
| 고바야시 에이조 (자유당)       | 아마다 가쓰마사 (사회당 우파)  | 1953년 제3회             |                        | 마쓰나가 요시오 (일본사회당) | 우에하라 쇼키치 (자유당)       |                                |                          |                        |                          |
| 고바야시 에이조 (자유당)       | 아마다 가쓰마사 (사회당 우파)  |                          | 1955년 보궐            | 엔도 류사쿠 (무소속)         | 우에하라 쇼키치 (자유당)       |                                |                          |                        |                          |
| 고바야시 에이조 (자유당)       | 아마다 가쓰마사 (사회당 우파)  |                          | 1956년 제4회           | 오사와 유이치 (자유민주당)   | 우에하라 쇼키치 (자유민주당)   |                                |                          |                        |                          |
| 고바야시 에이조 (자유민주당)   | 아마다 가쓰마사 (일본사회당)   | 1959년 제5회             |                        | 오사와 유이치 (자유민주당)   | 우에하라 쇼키치 (자유민주당)   |                                |                          |                        |                          |
| 고바야시 에이조 (자유민주당)   | 아마다 가쓰마사 (일본사회당)   |                          | 1960년 보궐            | 오이즈미 간조 (자유민주당)   | 우에하라 쇼키치 (자유민주당)   |                                |                          |                        |                          |
| 고바야시 에이조 (자유민주당)   | 아마다 가쓰마사 (일본사회당)   |                          | 1962년 제6회           | 우에하라 쇼키치 (자유민주당) | 세야 히데유키 (일본사회당)     |                                |                          |                        |                          |
| 모리 가쓰지 (일본사회당)       | 쓰치야 요시히코 (자유민주당)   | 1965년 제7회             |                        | 우에하라 쇼키치 (자유민주당) | 세야 히데유키 (일본사회당)     |                                |                          |                        |                          |
| 모리 가쓰지 (일본사회당)       | 쓰치야 요시히코 (자유민주당)   |                          | 1968년 제8회           | 우에하라 쇼키치 (자유민주당) | 세야 히데유키 (일본사회당)     |                                |                          |                        |                          |
| 쓰치야 요시히코 (자유민주당)   | 모리 가쓰지 (일본사회당)       | 1971년 제9회             |                        | 우에하라 쇼키치 (자유민주당) | 세야 히데유키 (일본사회당)     |                                |                          |                        |                          |
| 쓰치야 요시히코 (자유민주당)   | 모리 가쓰지 (일본사회당)       |                          | 1974년 제10회          | 세야 히데유키 (일본사회당)   | 우에하라 쇼키치 (자유민주당)   |                                |                          |                        |                          |
| 쓰치야 요시히코 (자유민주당)   | 모리타 주로 (신자유클럽)       | 1977년 제11회            |                        | 세야 히데유키 (일본사회당)   | 우에하라 쇼키치 (자유민주당)   |                                |                          |                        |                          |
| 쓰치야 요시히코 (자유민주당)   | 모리타 주로 (신자유클럽)       |                          | 1980년 제12회          | 나오 료코 (자유민주당)       | 세야 히데유키 (일본사회당)     |                                |                          |                        |                          |
| 쓰치야 요시히코 (자유민주당)   | 모리타 주로 (신자유클럽)       | 1983년 제13회            |                        | 나오 료코 (자유민주당)       | 세야 히데유키 (일본사회당)     |                                |                          |                        |                          |
| 쓰치야 요시히코 (자유민주당)   | 모리타 주로 (신자유클럽)       |                          | 1986년 제14회          | 세야 히데유키 (일본사회당)   | 나오 료코 (자유민주당)         |                                |                          |                        |                          |
| 후카다 하지메 (일본사회당)     | 쓰치야 요시히코 (무소속)       | 1989년 제15회            |                        | 세야 히데유키 (일본사회당)   | 나오 료코 (자유민주당)         |                                |                          |                        |                          |
| 후카다 하지메 (일본사회당)     | 쓰치야 요시히코 (무소속)       |                          | 1991년 보궐            | 세야 히데유키 (일본사회당)   | 세키네 노리유키 (자유민주당)   |                                |                          |                        |                          |
| 후카다 하지메 (일본사회당)     | 사토 다이조 (자유민주당)       | 1992년 보궐              | 1992년 제16회          | 세키네 노리유키 (자유민주당) | 세야 히데유키 (일본사회당)     |                                |                          |                        |                          |
| 다카노 히로시 (신진당)         | 사토 다이조 (자유민주당)       | 아베 사치요 (일본공산당) | 1995년 제17회          | 세키네 노리유키 (자유민주당) | 세야 히데유키 (일본사회당)     |                                |                          |                        |                          |
| 다카노 히로시 (신진당)         | 사토 다이조 (자유민주당)       | 아베 사치요 (일본공산당) |                        | 1998년 제18회                | 하마다 다쿠지로 (무소속)       | 도가시 렌조 (일본공산당)       | 후지이 도시오 (민주당)   |                        |                          |
| 사토 다이조 (자유민주당)       | 다카노 히로시 (공명당)         | 야마네 류지 (민주당)     | 2001년 제19회          |                              | 하마다 다쿠지로 (무소속)       | 도가시 렌조 (일본공산당)       | 후지이 도시오 (민주당)   |                        |                          |
| 사토 다이조 (자유민주당)       | 다카노 히로시 (공명당)         | 야마네 류지 (민주당)     |                        | 2003년 보궐                  | 세키구치 마사카즈 (자유민주당) | 도가시 렌조 (일본공산당)       | 후지이 도시오 (민주당)   |                        |                          |
| 사토 다이조 (자유민주당)       | 다카노 히로시 (공명당)         | 야마네 류지 (민주당)     |                        | 2004년 제20회                | 시마다 지야코 (민주당)         | 세키구치 마사카즈 (자유민주당) | 니시다 마코토 (공명당)   |                        |                          |
| 고다 구니코 (민주당)           | 후루카와 도시하루 (자유민주당) | 야마네 류지 (민주당)     | 2007년 제21회          |                              | 시마다 지야코 (민주당)         | 세키구치 마사카즈 (자유민주당) | 니시다 마코토 (공명당)   |                        |                          |
| 고다 구니코 (민주당)           | 후루카와 도시하루 (자유민주당) | 야마네 류지 (민주당)     |                        | 2010년 제22회                | 세키구치 마사카즈 (자유민주당) | 니시다 마코토 (공명당)         | 오노 모토히로 (민주당)   |                        |                          |
| 후루카와 도시하루 (자유민주당) | 야쿠라 가쓰오 (공명당)         | 고다 구니코 (모두의 당)  | 2013년 제23회          |                              | 세키구치 마사카즈 (자유민주당) | 니시다 마코토 (공명당)         | 오노 모토히로 (민주당)   |                        |                          |
| 후루카와 도시하루 (자유민주당) | 야쿠라 가쓰오 (공명당)         | 고다 구니코 (모두의 당)  |                        | 2016년 제24회                | 세키구치 마사카즈 (자유민주당) | 오노 모토히로 (민진당)         | 니시다 마코토 (공명당)   |                        |                          |
| 후루카와 도시하루 (자유민주당) | 구마가이 히로토 (입헌민주당)   | 야쿠라 가쓰오 (공명당)   | 이토 가쿠 (일본공산당) | 2019년 제25회                | 세키구치 마사카즈 (자유민주당) | 2019년 보궐                    | 니시다 마코토 (공명당)   | 우에다 기요시 (무소속) |                          |
| 후루카와 도시하루 (자유민주당) | 구마가이 히로토 (입헌민주당)   | 야쿠라 가쓰오 (공명당)   | 이토 가쿠 (일본공산당) |                              | 2022년 제26회                  | 세키구치 마사카즈 (자유민주당) | 우에다 기요시 (무소속)   | 니시다 마코토 (공명당) | 다카기 마리 (입헌민주당) |

## 최근 선거 결과

### 2016년 (제24회)
| 제24회 참의원 의원 통상선거사이타마현 선거구 (정수: 3명)   |                   |               |             |        |      |                 |
| 선거일: 2016년 7월 10일유권자수: 6,069,018명투표율: 51.94% |                   |               |             |        |      |                 |
| 후보                                                       | 후보              | 정당          | 득표        | 득표율 | 당락 | 비고            |
|                                                            | 세키구치 마사카즈 | 자유민주당    | 898,827표   | 29.19% | 당선 |                 |
|                                                            | 오노 모토히로     | 민진당        | 676,828표   | 21.98% | 당선 | 생활당 추천     |
|                                                            | 니시다 마코토     | 공명당        | 642,597표   | 20.87% | 당선 | 자유민주당 추천 |
|                                                            | 이토 가쿠         | 일본공산당    | 486,778표   | 15.81% |      | 생활당 추천     |
|                                                            | 사와다 료         | 오사카 유신회 | 228,472표   | 7.42%  |      | 감세일본 추천   |
|                                                            | 사사키 도모코     | 일본의 마음   | 118,030표   | 3.83%  |      |                 |
|                                                            | 고지마 이치로     | 행복실현당    | 27,283표    | 0.89%  |      |                 |
| 합계                                                       | 합계              | 합계          | 3,078,815표 |        |      |                 |

### 2019년 (제25회)
| 제25회 참의원 의원 통상선거사이타마현 선거구 (정수: 4명)   |                   |                             |             |        |      |                 |
| 선거일: 2019년 7월 21일유권자수: 6,121,021명투표율: 46.48% |                   |                             |             |        |      |                 |
| 후보                                                       | 후보              | 정당                        | 득표        | 득표율 | 당락 | 비고            |
|                                                            | 후루카와 도시하루 | 자유민주당                  | 786,479표   | 28.25% | 당선 |                 |
|                                                            | 구마가이 히로토   | 입헌민주당                  | 536,338표   | 19.26% | 당선 |                 |
|                                                            | 야쿠라 가쓰오     | 공명당                      | 532,302표   | 19.12% | 당선 | 자유민주당 추천 |
|                                                            | 이토 가쿠         | 일본공산당                  | 359,297표   | 12.90% | 당선 |                 |
|                                                            | 시시도 지에       | 국민민주당                  | 244,399표   | 8.78%  |      |                 |
|                                                            | 사와다 료         | 일본유신회                  | 204,075표   | 7.33%  |      |                 |
|                                                            | 사토 에리코       | NHK로부터 국민을 지키는 당  | 80,741표    | 2.90%  |      |                 |
|                                                            | 사메지마 료지     | 안락사 제도를 생각하는 모임 | 21,153표    | 0.76%  |      |                 |
|                                                            | 고지마 이치로     | 행복실현당                  | 19,515표    | 0.70%  |      |                 |
| 합계                                                       | 합계              | 합계                        | 2,784,299표 |        |      |                 |

### 2019년 (제24회 보궐)
| 제24회 참의원 의원 보궐선거사이타마현 선거구                |                 |                            |             |        |      |          |
| 선거일: 2019년 10월 27일유권자수: 6,127,006명투표율: 20.81% |                 |                            |             |        |      |          |
| 후보                                                        | 후보            | 정당                       | 득표        | 득표율 | 당락 | 비고     |
|                                                             | 우에다 기요시   | 무소속                     | 1,065,390표 | 86.36% | 당선 | [ 주 2 ] |
|                                                             | 다치바나 다카시 | NHK로부터 국민을 지키는 당 | 168,289표   | 13.64% |      |          |
| 합계                                                        | 합계            | 합계                       | 1,233,679표 |        |      |          |

### 2022년 (제26회)
| 제26회 참의원 의원 통상선거사이타마현 선거구 (정수: 4명)   |                   |                 |             |        |      |                 |
| 선거일: 2022년 7월 10일유권자수: 6,146,072명투표율: 50.25% |                   |                 |             |        |      |                 |
| 후보                                                       | 후보              | 정당            | 득표        | 득표율 | 당락 | 비고            |
|                                                            | 세키구치 마사카즈 | 자유민주당      | 727,232표   | 24.07% | 당선 |                 |
|                                                            | 우에다 기요시     | 무소속          | 501,820표   | 16.61% | 당선 | 국민민주당 추천 |
|                                                            | 니시다 마코토     | 공명당          | 476,642표   | 15.78% | 당선 | 자유민주당 추천 |
|                                                            | 다카기 마리       | 입헌민주당      | 444,567표   | 14.71% | 당선 |                 |
|                                                            | 가쿠 다케요시     | 일본유신회      | 324,476표   | 10.74% |      |                 |
|                                                            | 우메무라 사에코   | 일본공산당      | 236,899표   | 7.84%  |      |                 |
|                                                            | 니시 미유카       | 레이와 신센구미 | 121,769표   | 4.03%  |      |                 |
|                                                            | 사카우에 히타시   | 참정당          | 89,693표    | 2.97%  |      |                 |
|                                                            | 다카하시 야스시   | 무소속          | 22,613표    | 0.75%  |      |                 |
|                                                            | 가와이 유스케     | NHK당           | 18,194표    | 0.60%  |      |                 |
|                                                            | 미나토 유코       | 행복실현당      | 15,389표    | 0.51%  |      |                 |
|                                                            | 고바야시 히로시   | NHK당           | 13,966표    | 0.46%  |      |                 |
|                                                            | 미야가와 나오키   | NHK당           | 12,279표    | 0.41%  |      |                 |
|                                                            | 하리키리 사사미   | 일본제일당      | 8,588표     | 0.28%  |      |                 |
|                                                            | 이케 다카오       | NHK당           | 7,178표     | 0.24%  |      |                 |
| 합계                                                       | 합계              | 합계            | 3,021,305표 |        |      |                 |

## 같이 보기
- 사이타마현 제1구
- 사이타마현 제2구
- 사이타마현 제3구
- 사이타마현 제4구
- 사이타마현 제5구
- 사이타마현 제6구
- 사이타마현 제7구
- 사이타마현 제8구
- 사이타마현 제9구
- 사이타마현 제10구
- 사이타마현 제11구
- 사이타마현 제12구
- 사이타마현 제13구
- 사이타마현 제14구
- 사이타마현 제15구